# Christopher Amott

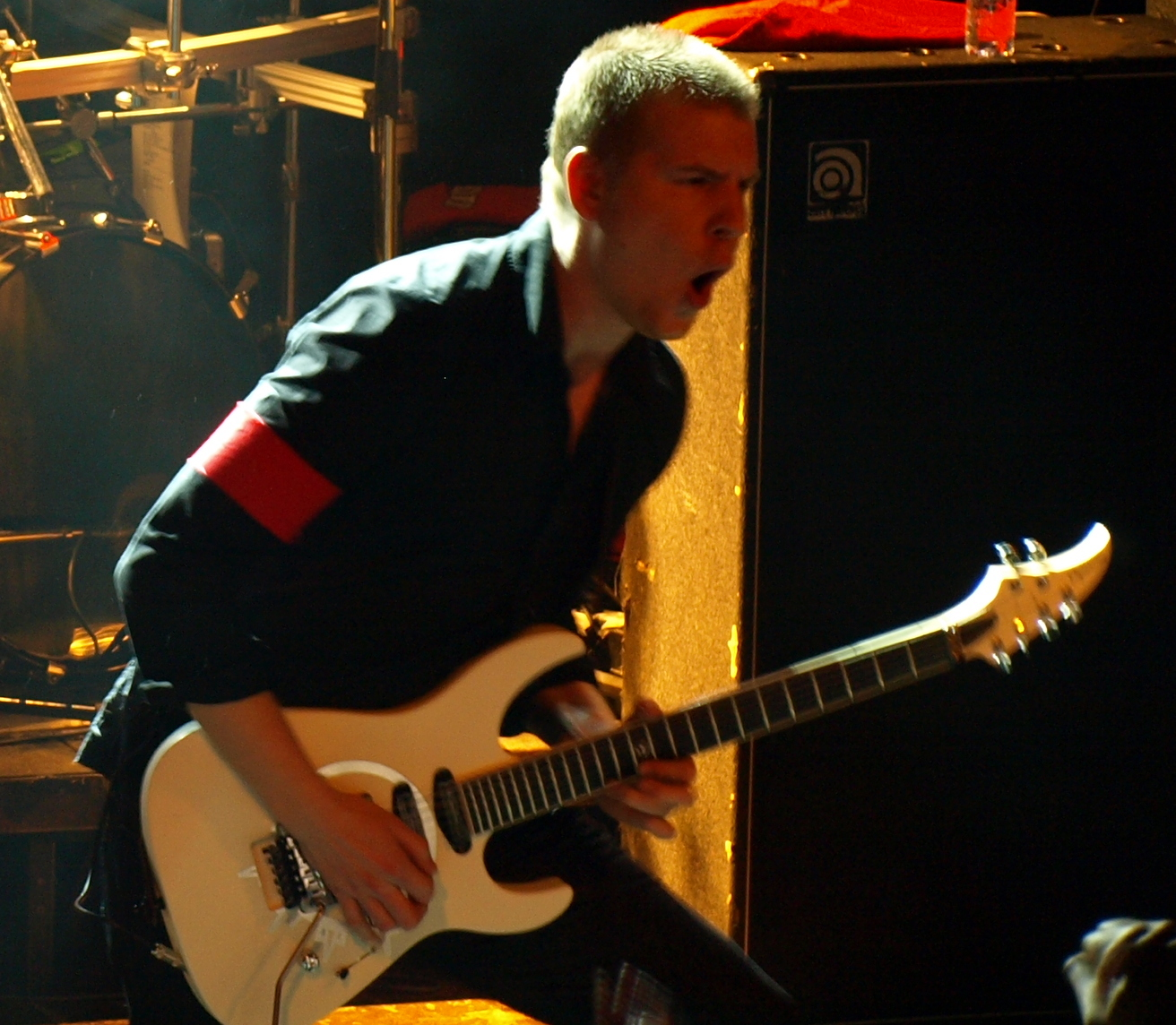
Christopher Amott

Christopher Amott, född den 23 november 1977 i Halmstad, är en svensk musiker. Han är yngre bror till Michael Amott och var med och startade det svenska death metal-bandet Arch Enemy.
Christopher Amott började spela gitarr vid 14 års ålder och 1996 startade han Arch Enemy tillsammans med Michael Amott och Johan Liiva. 1997 skapade han även bandet Armageddon tillsammans med trummisen Daniel Erlandsson.
2005 hoppade Amott av Arch Enemy för att kände att han inte passade in i bandet längre. Han tillbringade därefter två år åt att arbeta som musiklärare. I mars 2007 gjorde han dock comeback i Arch Enemy.

## Diskografi

### Arch Enemy
- Black Earth (1996)
- Stigmata (1998)
- Burning Bridges (1999)
- Burning Japan Live 1999 (2000)
- Wages of Sin (2001)
- Anthems of Rebellion (2003)
- Doomsday Machine (2005)
- Rise of the Tyrant (2007)
- Tyrants of the Rising sun - Live in Japan (2008)
- The Root Of All Evil (2009)
- Khaos Legions (2011)
- War Eternal (2014)

### Armageddon
- Crossing the Rubicon (1997)
- Embrace the Mystery (2000)
- Three (2002)